# Slag bij Schellenberg

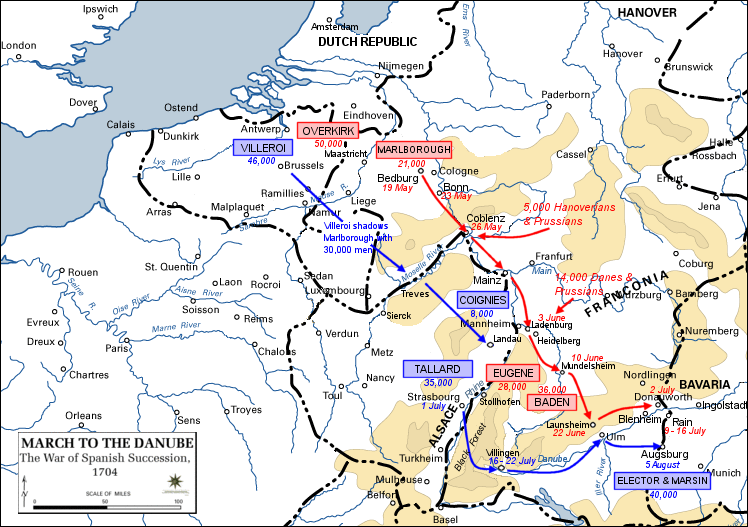
Marlborough marcheert naar de Donau

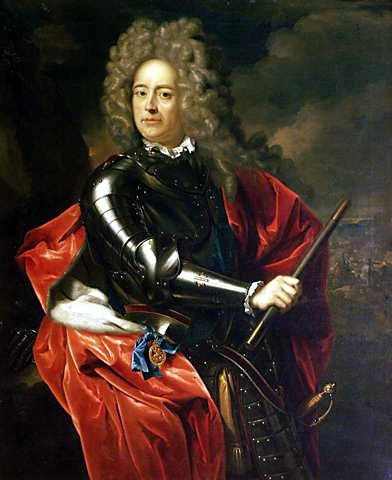
Marlborough

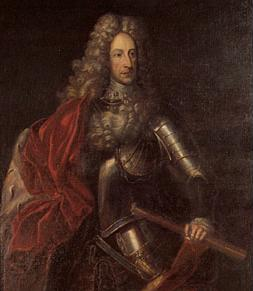
Markgraaf Lodewijk Willem van Baden-Baden

De Slag bij Schellenberg of Slag bij Donauwörth was een veldslag op 2 juli 1704 in de Spaanse Successieoorlog. Marlborough trachtte de hoofdstad Wenen van de Habsburgse monarchie te verdedigen tegen de opmars van koning Lodewijk XIV van Frankrijk en troepen uit Beieren. Marlborough was vertrokken uit Bedburg bij Keulen op 19 mei en had 250 km gemarcheerd. In vijf weken had hij zijn troepen bij die van markgraaf Lodewijk Willem van Baden-Baden gevoegd en was dan de Donau gevolgd. Het doel was om keurvorst Maximiliaan II Emanuel van Beieren ertoe aan te zetten om over te lopen van Lodewijk XIV naar de Grote Alliantie. Daartoe moesten de geallieerden eerst een bruggenhoofd over de Donau innemen en Marlborough koos daartoe Donauwörth uit.
Toen Maximiliaan II Emanuel van Beieren en maarschalk Ferdinand de Marsin het plan doorgrondden, stuurden ze vanuit Dillingen de Piëmontese officier graaf Jean-Baptiste d'Arco vooruit met 12.000 man om de hoogten van Schellenberg te verdedigen. Omdat versterking op komst was had Marlborough geen tijd voor een belegering en koos hij voor een bestorming. Na twee mislukte pogingen konden de geallieerden de verdedigers overrompelen. Na twee uur was het bruggenhoofd gevestigd. De geallieerden verwoestten land in Beieren, maar keurvorst Maximiliaan II Emanuel van Beieren ontweek het gevecht en liep niet over. Toen maarschalk Tallard aankwam met versterking en prins Eugenius van Savoye de Rijn overstak om de geallieerden te versterken, volgde een maand nadien de beslissende Slag bij Blenheim.

## Voorafgaande
De Slag bij Schellenberg was deel van een campagne in 1704 van de Liga van Augsburg om de hoofdstad Wenen van het Habsburgse Rijk te verdedigen tegen het Frans/Beiers leger van maarschalk Ferdinand de Marsin en keurvorst Maximiliaan II Emanuel van Beieren. Op 19 mei vertrok de hertog van Marlborough op een mars van 400 km van Bedburg bij Keulen naar de Donau. Marlborough liet de Franse bevelhebbers maarschalk hertog François de Neufville de Villeroy in de Spaanse Nederlanden en maarschalk Tallard die aan de Rijn lag in de waan, dat hij naar de Elzas of de Moezel trok. Op 5 juni vernam de keurvorst dat Marlborough door de Nederlanden trok en hij dacht dat ze naar Beieren kwamen.
Keizer Leopold I van het Heilige Roomse Rijk wou de Beierse keurvorst graag zijn bondgenootschap met koning Lodewijk XIV van Frankrijk doen opgeven. Marlborough wilde daarom Beieren binnenvallen. Een gezant van de koning van Pruisen verbleef in het Beierse kamp om te onderhandelen. Op 22 juni vervoegde het leger van Marlborough bij Launsheim de keizerlijke troepen van Lodewijk Willem van Baden-Baden. Zo waren ze eind juni met 80.000 man. Het Frans/Beiers leger lag met 40.000 man te Ulm. Veel van de troepen van de keurvorst lagen in garnizoenen te München en aan de grens met het Graafschap Tirol.
Eens de geallieerde lagers zich samengevoegd hadden groeven de 40.000 man van de Marsin en de keurvorst zich tussen Dillingen an der Donau en Lauingen in op de noordelijke oever van de Donau . De geallieerde bevelhebbers trokken noordwaarts rond die versterking van Dillingen met redoutes en overstroomd land langs Balmershofen en Armerdingen naar Donauwörth. Als de geallieerden een bruggenhoofd bij Donauwörth konden innemen dan konden ze voorraden en versterkingen aanvoeren via Nördlingen en Nürnberg en konden ze de Donau oversteken.

## Schellenberg
De hoogtes van Schellenberg beheersten het noordwesten van de versterkte stad Donauwörth waar de Wörnitz samenvloeit met de Donau. De ene heuvelflank was ondoordringbaar begroeid met bomen van het Boschbergwoud. De Wörnitz beschutte de zuidelijke en westelijke toegang met moerassen. De hoogte van Schellenberg bood zo een sterke verdedigende stelling. De top was ovaal en vlak maar de 70 jaar oude versterkingen en het in de Dertigjarige Oorlog door de Zweedse koning Gustaaf II Adolf van Zweden gebouwde fort verkeerden in verwaarloosde staat. De bastions, de muur en de gracht langs de oostelijke oever van de Donau naar het woud waren redelijk volledig, maar het kort stuk van het woud naar het fort had maar wallen van takkenbossen met en dun laagje aarde. Die linie kon wel verdedigd worden door kanonvuur vanuit de stad.
In 1703 had maarschalk Claude Louis Hector de Villars de keurvorst al aangeraden om zijn steden te versterken en dan vooral het fort Schellenberg boven Donauwörth. De keurvorst had die raad in de wind geslagen. Pas toen duidelijk werd dat Donauwörth zou aangevallen worden werd Jean-Baptiste d'Arco met 12.000 man uit het kamp van Dillingen gestuurd om de hoogte te versterken en te houden. Die elitetroepen uit Beieren omvatten de garde van de keurvorst en het regiment van de prins, geleid door veteranen. Het garnizoen van Schellenberg telde nu 16 Beierse en 7 Franse bataljons infanterie, 6 Franse en 3 Beierse eskadrons dragonders en 16 kanonnen. In Donauwörth lag een Frans bataljon en twee bataljons Beierse militie.
De geallieerden brachten de nacht van 1 op 2 juli door te Armerdingen. Marlborough kreeg bericht van Baron Moltenburg de adjudant van prins Eugenius van Savoye, dat maarschalk Tallard met 35.000 man versterking door het Zwarte Woud trok. Hierop besloot Marlborough dat hij geen tijd had voor een belegering en dat een rechtstreekse bestorming nodig was. Baden wierp tegen dat dit zware verliezen zou veroorzaken. D'Arco wist dat de geallieerden te Armerdingen lagen en dacht dat hij nog over een volle dag en nacht beschikte om de verdediging voor te bereiden.

## Eerste bestorming
Op 2 juli om 3h00 braken de geallieerden hun kamp op en marcheerden ze naar Donauwörth. Marlborough beval een eerste bestorming met 5.850 man te voet in groepen van 130. De Nederlandse generaal Johan Wijnand van Goor leidde de bestorming. Achter de stormtroepen volgden 12.000 man geallieerde infanterie in twee echelons van elk acht bataljons onder generaal-majoor Henry Withers en graaf Horn ondersteund door 35 eskadrons ruiterij en dragonders onder Henry Lumley en graaf Reynard van Hompesch. Baden rukte achter Marlborough op met een brigade keizerlijke grenadiers. In totaal vielen 22.000 man aan.
Marlborough reed voorop en zag door zijn kijker dat aan de verste zijde van de Donau een kamp werd opgeslagen voor de versterking die de volgende dag werd verwacht. Zijn mannen ploeterden door de modder en zouden pas rond 18h00 aankomen zodat er maar 2 uur zou overblijven tot de nacht inviel.
D'Arco herstelde intussen met Franse genietroepen de vestingen tussen het fort en de Donau en tussen het fort en de stadswallen. De Franse kolonel Jean Martin de la Colonie in Beierse dienst schreef nadien
”De tijd was te kort voor ons om dit naar behoren af te werken.”
Om 8h00 was de geallieerde ruiterij ter plaatse. Om 10h00 sloeg kwartiermeester graaf William Cadogan een kamp op voor Wörnitz in het zicht van de Schellenberg, zodat het leek alsof ze een belegering voorbereidden. Graaf d'Arco sloeg dat gade en ging gerustgesteld lunchen met de Franse bevelhebber van Donauwörth, kolonel DuBordet. De colonnes marcheerden en staken halverwege de namiddag de Wörnitz over te Ebermorgen. Beierse voorposten zagen dat en sloegen alarm. Generaal d'Arco werd in zijn lunch onderbroken en riep zijn mannen te wapen.
Mevrouw Davies of Moeder Ross had in 1693 als man onder de naam Christian Welsh dienst genomen als dragonder en schreef:
"Onze voorhoede kwam pas in de namiddag in het zicht van de vijandelijke versterkingen, maar om de Beiers geen tijd te gunnen om hun stelling nog te versterken gaf de hertog bevel aan de Nederlandse generaal Goor om zo snel mogelijk aan te vallen"
Om 17h00 bestookte de bevelhebber kolonel Holcroft Blood van de artillerie de vijandelijke stelling vanaf Berg. D'Arco schoot terug vanuit het fort en van buiten het Boschberg woud.
Generaal d'Arco stuurde Franse grenadiers onder De la Colonie naar de hoogte boven de stellingen van de Beiers. Daar stonden ze onbeschut in het kanonvuur. Kolonel Blood zag dat en richtte zijn vuur op de mannen van De la Colonie. De la Colonie schreef later
"Ze concentreerden hun vuur op ons en hun eerste salvo trof graaf de la Bastide zo dat mijn mantel vol bloed en hersenen hing."
De la Colonie verloor 5 officieren en 80 grenadiers, maar bleef op post.
Om 18h00 bestormden 80 Engelse grenadiers van de Grenadier Guards onder burggraaf John Mordaunt en kolonel Richard Munden de steile, noordelijke helling naar het fort. Mordaunt en Munden overleefden met 17 mannen. De hoofdmacht volgde onder luid geroep en getrommel.
De Fransen en Beiers schoten met musketten en wierpen handgranaten.
Alle geallieerde soldaten droegen een takkenbos uit het Boschberg woud om de grachten mee over te steken. De geallieerden braken door en man-tegen-mangevechten braken uit met de Beiers. De garde van de keurvorst en de mannen van de la Colonie stopten de aanval en de geallieerden trokken zich terug. Generaal Johan Wijnand van Goor kwam om.

## De tweede bestorming
De Engelsen in hun rode mantels en de Nederlanders in hun blauwe mantels bestormden de hoogte een tweede keer, maar weer werden ze met musketten en handgranaten gestuit. Maarschalk Herman Otto II van Limburg Stirum leidde de aanval en kwam om. De Beierse grenadiers klommen over hun borstwering en achtervolgden met de bajonet op het geweer de vluchtenden. De Engelse garde met de afgestegen cavalerie van Lumley voorkwamen een slachting en dreef de Beiers terug in hun stelling.

## De derde bestorming
Een verloren gelopen soldaat meldde Marlborough dat de verdediging tussen de stadswallen en het fort vrijwel verlaten was, omdat de mannen daar waren komen helpen om de twee bestormingen af te slaan. De la Colonie stuurde een luitenant met 20 verkenners. Ook de marktgraaf Baden die een half uur na Marlborough was aangekomen zag de zwakte en stuurde zijn grenadiers uit Berg over de Kaibach om de zwakte aan te vallen.
De bevelhebber van het garnizoen van Donauwörth had al zijn mannen in de stad teruggetrokken en de poorten gesloten en kon nu enkel wat schoten lossen vanaf de wallen. De keizerlijke troepen van Baden met acht reserve bataljons van Marlborough braken door de zwakke verdediging van twee bataljons infanterie en enkele ruiters en namen de voet van de Schellenberg in tussen D'Arco en de stad. Het paard van Baden werd onder hem doodgeschoten en hij liep een voetwond op. D'Arco stuurde zijn afgestegen Franse dragonders, maar de drie compagnieën grenadiers van Baden dreven die terug met geconcentreerd vuur.
D'Arco was nu afgesneden op de top van de heuvel. Hij vluchtte dan naar de stad, waar de bevelhebber eerst de poorten niet wilden openen.

## De vierde bestorming
Toen Marlborough zag dat de verdediging van Schellenberg doorbroken was, beval hij een nieuwe bestorming. Zijn mannen vormden een breed front, zodat de mannen van D'Arco hun vuur moesten spreiden. De verdedigers waaronder De la Colonie wisten nog niet dat de keizerlijke troepen hun linkerflank hadden doorbroken en dat D'Arco zich had teruggetrokken naar Donauwörth. D'Arco dacht dat de rest van zijn mannen al voor hem de stad in was. De la Colonie schreef:
“We hadden er nog altijd vertrouwen in dat we de vijand konden terugdrijven. We bleven standvastig op onze posten, ons vuur was zo regelmatig als altijd en hield onze tegenstanders tegen.”
Iets daarna merkten de Frans/Beierse troepen die op de heuvel vochten dat de infanterie van Baden vanuit de stad Donauwörth kwam. De la Colonie dacht eerst, dat het versterkingen waren die DuBordet had gestuurd.
"Ze kwamen rond 19h30 op schootsafstand van onze flank. We waren ons niet bewust van zo een mogelijkheid, bezig als we waren met de verdediging van onze eigen stelling.”
Nadat ze zich op de top van de hoogte op de rechtervleugel van de geallieerden gevestigd hadden, vuurden de grenadiers van Baden op de verraste verdedigers van de Schellenberg, wat ze dwong om te hergroeperen tegen die onverwachte bedreiging. De aanvallende troepen van Marlborough konden met een vers echelon afgestegen Engelse dragonders over de nu zwak verdedigde borstwering klimmen en de verdedigers terugdrijven.
De verdedigers hadden de aanvallen op de Schellenberg twee uur lang weerstaan, maar vluchtten nu in paniek. Marlborough zond 35 eskadrons ruiterij en dragonders om ze te achtervolgen en te doden. Een pontonbrug over de Donau bezweek onder hun gewicht en veel mannen van D'Arco verdronken. Enkel in het westen konden enkele Frans/Beierse bataljons voordat de nacht viel over de brug van Donauwörth de Donau oversteken.

## Gevolgen
De la Colonie kon ontkomen, maar de Beierse keurvorst had veel van zijn beste troepen verloren. Ook D'Arco en de markies Alessandro Maffei konden ontkomen. Van de 22.000 geallieerden vielen er 5000 slachtoffers, die de veldhospitalen te Nördlingen overspoelden. Een derde van de Engelsen en de Schotten was gesneuveld. Zes luitenant-generaals, vier generaal-majoors en 28 brigadegeneraals, kolonels en luitenant-kolonels waren gevallen toen ze de bestormingen aanvoerden. In geen andere veldslag van de Spaanse Successieoorlog waren zoveel officieren gesneuveld.
De geallieerden maakten kanonnen, vlaggen, munitie en voorraden buit. De Nederlanders sloegen een herdenkingsmunt met Baden op de voorzijde en op de keerzijde in het Latijn:
“de vijand verslagen en op de vlucht gejaagd en hun kamp geplunderd te Schellenberg bij Donauwörth.”
Keizer Leopold I schreef aan Marlborough
"Niets kan roemrijker zijn dan de snelheid en kracht waarmee u het kamp van de vijand innam te Donauwörth"
.
Kolonel DuBordet verliet de stad in de nacht. De keurvorst kwam aan met versterkingen en zag nog net de vlucht en de slachting van zijn beste troepen. Hij zond zijn garnizoenen uit Neuburg an der Donau en Ratisbon achter de Lech bij Augsburg.
Marlborough had zijn bruggenhoofd over de Donau veroverd en lag nu tussen de Fransen en Wenen. Marlborough wou de keurvorst tot een veldslag dwingen voordat maarschalk Tallard met versterking zou aankomen. Hij belegerde Rain, maar omdat de kanonnen en munitie niet op tijd kwamen viel die stad pas op 16 juli. De la Colonie had zich met de rest van zijn grenadiers teruggetrokken in Rain. Het garnizoen van Rain verliet de stad en vervoegde het leger te Augsburg. Marlborough bezette Neuburg an der Donau.
De geallieerden rukten op naar Friedberg en zagen hun vijand in Augsburg aan de andere oever van de Lech. Zo konden de geallieerden Beieren niet binnen.
Joseph Addison schreef een gedicht ter nagedachtenis aan de slag.

## Marlborough verwoest Beieren
De keurvorst zat in zijn verdedigende stelling in Augsburg en Marlborough liet zijn troepen in Beieren dorpen afbranden en oogsten verwoesten om de Beierse keurvorst te bewegen tot een gevecht of tot overlopen. Keizer Leopold I bood amnestie, teruggave van alle land, schadevergoeding en het vorstendom Palts-Neuburg en het markgraafschap Burgau als hij overliep. De keurvorst onderhandelde tegelijk met de geallieerden over een kampwissel als met de Fransen over versterking.
Door de verwoesting van Beieren drong de echtgenote Theresia Kunigunde Sobieska van de keurvorst aan om de Fransen te laten vallen. Toen kwam het nieuws dat maarschalk Tallard op komst was met 35.000 man versterking. Marlborough verwoeste Beieren nu nog heviger. Op 16 juli schreef Marlborough aan zijn vriend Anthonie Heinsius raadpensionaris der Nederlanden
"Wij dringen door in het hart van Beieren om het land te verwoesten en de keurvorst in de ene of de andere zin te dwingen.”
Door de verwoestingen stuurde de keurvorst 8000 man uit Augsburg om zijn eigen bezit te verdedigen en hij liet maar een klein deel van zijn leger bij de Fransen onder Marsin en Tallard. Marlborough meende dat de verwoestingen nodig waren om succes te behalen, maar hij bekende zelf aan zijn echtgenote Sarah Churchill
"Dit gaat zo in tegen mijn aard, dat niets anders dan volstrekte noodzaak me kon verplichten om ermee in te stemmen. De arme mensen lijden enkel voor de ambitie van hun vorst.”
De la Colonie vond de berichten over de verwoestingen overdreven propaganda. De vrouw Christian Davies die als man diende bij de Scots Greys schreef
"De geallieerden stuurden bendes in alle richtingen om het land te verwoesten. We spaarden niets, moordden, brandden en vernielden alles wat we niet konden wegslepen.”
Historicus David G. Chandler legt de volle verantwoordelijkheid voor de verwoestingen bij Marlborough, want hoewel hij de verwoestingen moeilijk te verteren vond, liet hij ze uitvoeren tegen de protesten van Baden en keizer Leopold I in. De Fransen vergaten hun eigen verwoesting van de Palts in de Negenjarige Oorlog (1688-1697) en noemden de verwoesting een barbarij enkel de Turken waardig.
Het voorgaande jaar waren veel kanonnen van het keizerrijk in vijandelijke handen gevallen. Andere kanonnen staken vast in Mainz en Neurenberg. Het keizerrijk kon zo onvoldoende kanonnen verschaffen voor een belegering en zo konden de geallieerden noch München, noch Ulm innemen. De keurvorst had niet moeten vechten of van kamp wisselen.
Prins Eugenius van Savoye was ongerust dat de overwinning bij Schellenberg niet leidde tot een beslissende actie. Hij schreef aan hertog Victor Amadeus II van Sardinië
"Ik kan hun prestatie niet bewonderen. Ze rekenden erop dat de keurvorst zou overlopen. Ze hebben zich vermaakt met enkele dorpen plat te branden in plaats van recht naar de vijand te marcheren.”

## Tallard brengt versterking
Tallard kwam op 5 augustus te Augsburg aan met de Franse versterkingen. Eugenius van Savoye volgde Tallard naar het zuiden met 18.000 man, maar moest 12.000 achterlaten om de Lines van Stollhofen te verdedigen om Villeroy te beletten om nog meer versterkingen naar de Donau te brengen. De keurvorst had de grote Beierse contingenten langs de grens met Tirol bevolen om het hoofdleger te vervoegen. De geallieerden moesten daarom snel handelen.

## De slag bij Blenheim
Op 7 augustus vergaderden de drie geallieerde bevelhebbers Marlborough, Baden en Eugenius. Ze besloten dat Baden met 15.000 man Ingolstadt zou belegeren om een tweede oversteekplaats over de Donau te veroveren. De overblijvende 52.000 man trok op tegen de 56.000 Frans/Beierse troepen in Blindheim en leverde op 13 augustus 1704 de Slag bij Blenheim.